# Изооктан
Изооктан (2,2,4-триметилпентан) — предельный углеводород алифатического ряда. Химическая формула: С(СН3)3−CH2−CH(CH3)2. Изомер октана.

## Свойства
Изооктан — прозрачная бесцветная жидкость с запахом бензина; tпл −107,38 °C, tкип 99,24 °C, плотность 0,69192 г/см³ (20 °C), n20D 1,39145, теплота сгорания 5,463 МДж/моль, или 1305,29 ккал/моль (25 °C, p = const), теплота испарения 307,63 Дж/г, или 73,50 кал/г (25 °C). Изооктан нерастворим в воде, растворим в обычных органических растворителях; образует азеотропные смеси, например с бензолом, метиловым и этиловым спиртами. Антидетонационные свойства изооктана приняты за 100 единиц шкалы так называемых октановых чисел.

## Получение
Изооктан вместе с другими изомерами октана содержится в небольших количествах в бензинах прямой перегонки. В промышленности изооктан получают гидрированием диизобутилена над катализатором, например медно-хромовым, или алкилированием изобутана изобутиленом в присутствии концентрированной серной кислоты, AlCl3, BF3 или др. катализаторов. Требования к качеству описаны в ГОСТ 12433-83 «Изооктаны эталонные» и ГОСТ 4095-75 «Изооктан технический. Технические условия».

## Применение
Изооктан применяют как добавку при производстве бензинов, для повышения их антидетонационных свойств, а также в качестве растворителя.